# 前村直樹
前村 直樹（まえむら なおき、1979年11月9日 - ）は、日本の元男子バレーボール選手。熊本県熊本市出身。ポジションはセッター。

## 来歴
鎮西高校を経て法政大学へ進学。学生時代は世界ユース、アジアユース、アジアジュニアに出場した。
大学卒業後、5年間のブランクを経て、2007年に大分三好ヴァイセアドラーに入団。当時の監督西本哲雄のもと、194cmの大型セッターとしてチームに貢献した。
2009年6月20日を以って大分三好ヴァイセアドラーを退団し、現役を引退した。

## 所属チーム
- 鎮西高校
- 法政大学
- 大分三好ヴァイセアドラー（2007-2009年）